# Jan Kubisz

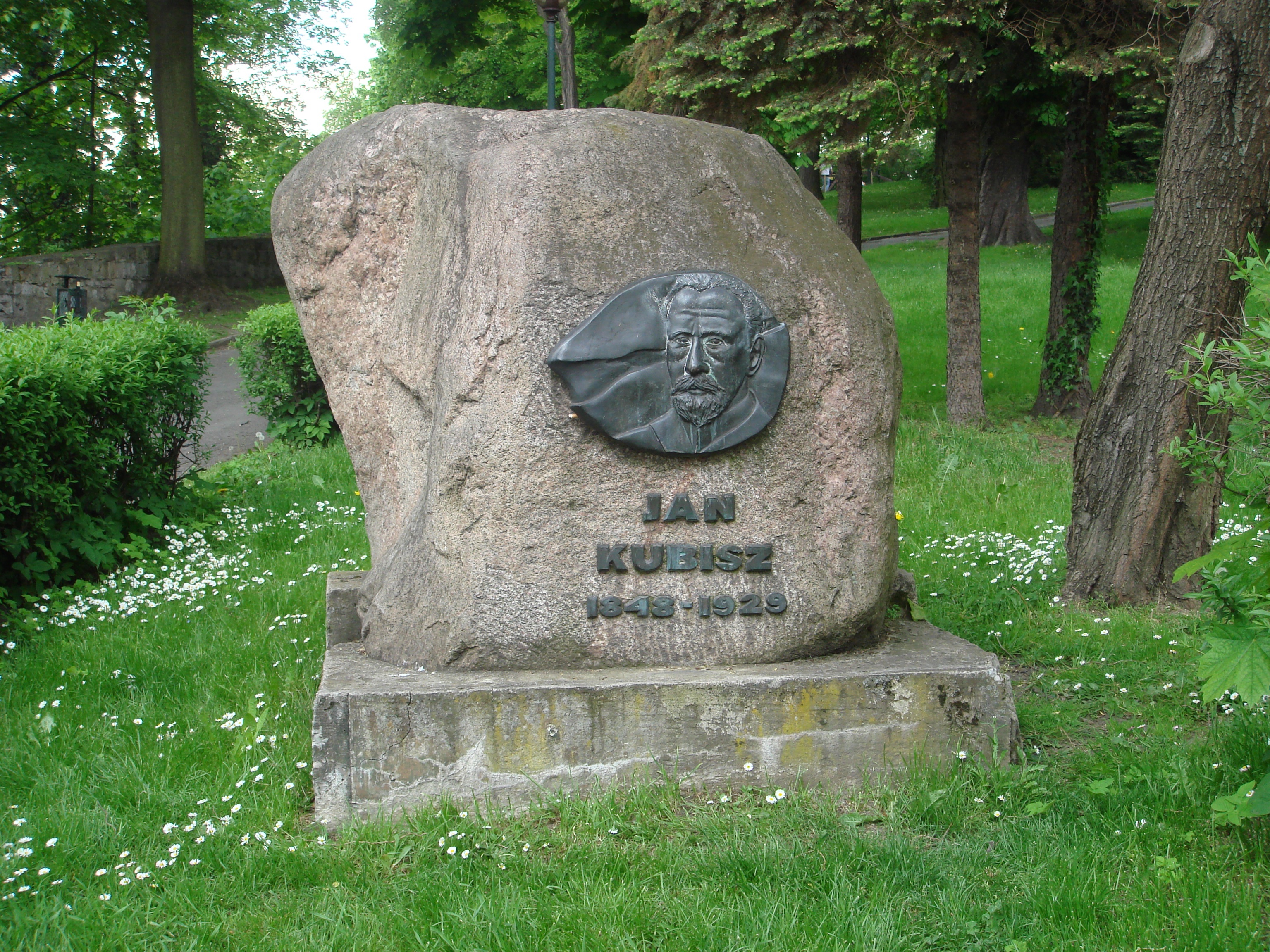
Pomnik upamiętniający poetę w Cieszynie

Jan Kubisz (ps. „Ślązak”) (ur. 24 stycznia 1848 w Końskiej, zm. 25 marca 1929 w Gnojniku) – nauczyciel, poeta, pamiętnikarz, polski działacz narodowy Śląska Cieszyńskiego.

## Życiorys
Urodził się w gospodarstwie w centrum wsi „na Bartkowicach” (później w tym miejscu wzniesiono obiekty walcowni „C” huty trzynieckiej). W 1868 roku ukończył Seminarium Nauczycielskie w Cieszynie, a następnie, od 4 stycznia 1869 pracował jako nauczyciel w Gnojniku i był działaczem społecznym Czytelni Ludowej w Cieszynie. Prowadził działalność społeczną również w Towarzystwie Ewangelickiej Oświaty Ludowej oraz w Polskim Towarzystwie Pedagogicznym. Praca jako nauczyciela i kierownika szkoły w Gnojniku była jego jedyną posadą, w której wytrwał do r. 1910, gdy odszedł na emeryturę.

W Pamiętniku starego nauczyciela tak wspominał pierwszy dzień w gnojnickiej szkole:
“ Przyjechaliśmy na miejsce. Przed szkołą, ustrojoną w choinki i girlandy, stała gromada ludzi: rodzice, zastępstwo i prezbiterstwo szkolne z przewodniczącym na czele i nauczyciele z sąsiednich gmin. Weszliśmy do klasy, napełnionej dziećmi. Ale dla wszystkich ludzi, zebranych w szkole, zabrakło miejsca w klasie, więc stali w sieni stłoczeni i ciekawi. Dzieci zaśpiewały pieśń, poczem przewodniczący prezbiterstwa, Buzek, były nauczyciel żukowski, a natenczas właściciel gruntu w G., zwrócił się do mnie i w serdecznem przemówieniu skreślił dzieje gminy szkolnej, kładąc nacisk na trudności, jakie przy założeniu i budowie szkoły zwalczyć było trzeba, wspomniał przeszłego nauczyciela i pracę i zasługi jego, a podając mi rękę, głośno i z naciskiem rzekł: “Oddaję wam, panie nauczycielu, to największe dobro nasze: tę szkołę i ten najświętszy skarb rodzicielski - dzieci. Weźcie je, mocną, ojcowską ręką prowadźcie, w karności i napominaniu Pańskiem wychowujcie, potrzebnych wiadomości i nauk gorliwie i obfitą miarą udzielajcie, słowem: kształćcie rozum i serca, aby starczyło na błogosławioną drogę żywota! Do czego wam obfitego błogosławieństwa Bożego i pomocy z góry ze serca imieniem całej szkolnej gminy życzę.” Potem skinął na dzieci i te, wychodząc kolejno z ławej, podaniem ręki witały swojego nowego nauczyciela. Byłem tem wszystkiem do głębi wzruszony, ale też lęk wielki ogarniał mię na słowa mowcy i na widok tej licznej, dobrej dziatwy i poważnego grona rodziców”.
Pierwszą żoną Kubisza była Malwina z domu Pustówka. W roku 1910 po odejściu na emeryturę, Jan Kubisz przeprowadził się do nowego, secesyjnego domu z ogrodem w Gnojniku. Mieszkał tu ze swoją drugą żoną Marią z domu Broda (1874-1956) i ich siedmiorgiem dzieci do roku 1929, gdy zmarł. Spośród jego dzieci Tadeusz (1880-1964) był właścicielem atelier fotograficznego w Cieszynie, Jan (1885-1948) był lekarzem i dyrektorem Szpitala Śląskiego w Cieszynie, Anna (1887-1969) została żoną ks. Karola Kotuli, Karol Bronisław (1905-1981) został duchownym ewangelickim, a Andrzej (1905-1998) był publicystą i redaktorem.

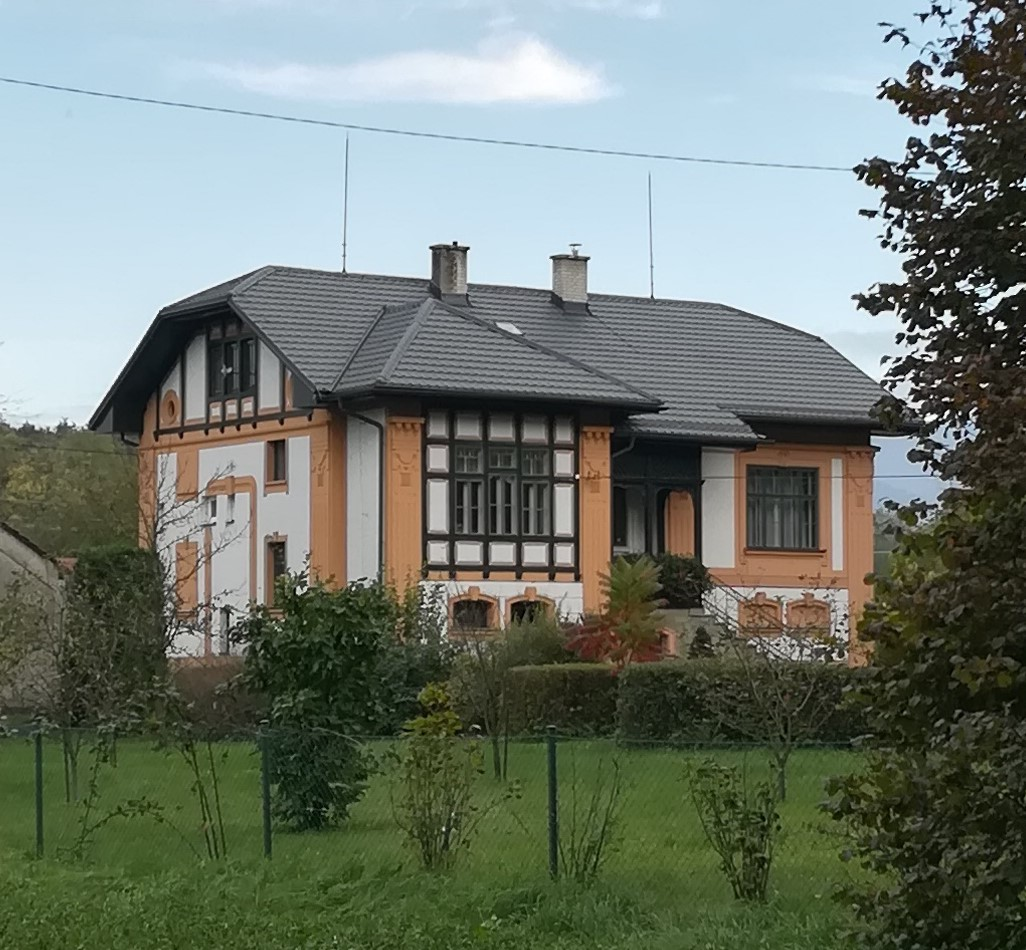
Willa Jana Kubisza

## Twórczość literacka
Swój pierwszy tomik poezji pt. Niezapominajka wydał w 1882 roku, a jego słynny wiersz „Do Olzy” (bardziej znany pod tytułem „Płyniesz Olzo”), śpiewany na nutę „Wisło moja”, stał się hymnem Śląska Cieszyńskiego, w szczególności Zaolzia. Utwory drukowała prasa polska „Gwiazdka Cieszyńska” oraz „Przyjaciel Ludu”.
Natomiast „Pamiętnik starego nauczyciela” (1928) Kubisza stanowi jedno z cenniejszych źródeł do poznania przeszłości Śląska Cieszyńskiego.
Kubisz jest również autorem pieśni „Ojcowski dom”, która jest wykonywana podczas uroczystości ewangelickich, a także towarzyszy zjazdom towarzystw regionalnych powiatu cieszyńskiego i bielskiego.

## Utwory autorstwa Jana Kubisza
- „Płyniesz Olzo po dolinie...” – pieśń
- Niezapominajka (1882) – zbiór wierszy
- Śpiewy starego Jakuba (1889) – zbiór wierszy
- Z niwy śląskiej (1902) – zbiór wierszy
- Pamiętnik starego nauczyciela (1928)